# 平成国际大学
平成国际大学（日語：平成国際大学），是位于日本埼玉县加须市的一所私立大学，1996年建校。

## 历史
- 1996年开学，设有法学部法政学科。
- 2000年设商务法科，设研究生院。
- 2017年设体育健康学部。

## 机构

### 学部
- 法学部
  - 法学科
- 体育健康学部
  - 体育健康学科

### 研究生院
- 法学研究科

### 附属设施
- 平成国际大学社会情报科学研究所
- 平成国际大型体育科学研究所
- 附属图书馆

## 对外关系

### 学术交流学校
- 韩国仁濟大學
- 台湾國立高雄科技大學、中国文化大学、淡江大学

## 其他
学校校舍曾被多个电视剧组用作取景地，包括《電磁戰隊百萬連者》等。